# Apoleptomastix bicoloricornis
Apoleptomastix bicoloricornis är en stekelart som först beskrevs av Girault 1915.  Apoleptomastix bicoloricornis ingår i släktet Apoleptomastix och familjen sköldlussteklar. Inga underarter finns listade i Catalogue of Life.